# 程晓鹏
程晓鹏（1985年4月14日—）是一名已退役的中国职业足球守门员，曾效力于南昌衡源。由于少年时期踢前锋的经历，程晓鹏定位球射门能力不同于一般门将，他在职业生涯中一共射进4个点球，一个在中甲联赛，三个在中超联赛。

## 俱乐部生涯
程晓鹏小时候在山东鲁能足球学校接受训练，主要踢前锋，2001年他被裴恩才选入八一队的青年队，转而司职门将。2003年底八一队降级解散，梯队被出售，程晓鹏也由此进入南昌八一，并随球队从乙级联赛逐步打入了中超联赛。
2009年中甲，程晓鹏以其良好的状态，牢牢占据了主力门将位置。联赛第16轮客场和辽宁队的比赛后，他面对主队球迷的责难采用了不恰当的反击方式，首先竖起中指向球迷表示愤怒，随后飞踹踢坏了替补席塑料靠背，事后遭到了中国足协的禁赛处罚。联赛进行到第24轮，南昌八一主场对阵北京理工，程晓鹏曾利用一次点球为南昌队建功。最终南昌八一冲超成功，在失球数上仅排在辽宁队和沈阳队之前，程晓鹏功不可没。
2010年中超第二轮，他在对阵上海申花的比赛中打进了一个点球，打进了南昌八一队在顶级联赛的第一个进球。同时，也成为中国职业足球顶级联赛历史上第一个入球的门将。在第四轮對陣杭州綠城的比賽中他更憑著點球梅開二度，成为中国顶级职业联赛首个单场独中两元的门将，也使自己在射手榜達到了領先的位置，同时南昌八一取得了在顶级联赛的的第一场胜利。但相对于进攻端的表现，程晓鹏把守的球门却非常不稳固，5月16日，在南昌主场2比5输给保级对手重庆力帆后，程晓鹏的主力位置被柏小磊取代。2011年，刚加盟南昌队的刘殿座表现出色，成为球队的先发门将，程晓鹏再次被球队挂牌出售，但没有找到下家，最终程晓鹏选择退役。